# Betty Heidler
Betty Heidler (født 14 oktober 1983 i Østberlin, Østtyskland) er en tysk tidligere atlet (hammerkaster).
Heidlers første mesterskabsfinale var VM i Paris i 2003, hvor hun sluttede på en 11. plads. Ved OL 2004 i Athen sluttede Heidler lige ud for podiet på fjerdepladsen. Ved EM i Göteborg i 2006 gik hun igen glip af podiet, da hun fik en femteplads. Heidler lykkedes dog at vinde guld ved VM i Osaka 2007, da hun allerede i sit andet kast nåede 74,76 meter. Hun deltog også ved OL 2008, hvor hun gik til finalen, men sluttede på en syvendeplads.
Betty Heidler vandt sølv og noterede en ny personlig rekord ved VM hjemme i Berlin 2009, hvor hun i sidste runde kastede 77,12, hvilket også var tyske rekord.
Under et stævne i tyske Halle 21. maj 2011, kastede Heidler 79,42. Kastet var ny verdensrekord.
Ved OL 2012 i London var Betty Heidler blandt favoritterne efter at have været øverst på verdensranglisten de to år forinden. I kvalifikationsrunden blev hun nummer tre med 74,44 m, og i finalen var russiske Tatjana Lysenko bedst med et kast på 78,18 m, mens polske Anita Włodarczyk kastede 77,60 m og Heidler 77,13 m. Dermed blev medaljefordelingen således, men i 2016 blev Lysenko diskvalificeret for brug af doping, og dermed blev Włodarczyk guldvinder, Heidler sølvvinder og kineseren Zhang Wenxiu bronzevinder ved legene.
Heidler deltog i sit sidste OL i 2016 i Rio de Janeiro, hvor hun blev nummer fire.
Heidler konkurrerer for Eintracht Frankfurt og arbejder som politiassistent i Bundespolizei.

## Medaljer
Verdensmesterskaber
- Sølv Berlin 2009 Hammerkast
- Guld Osaka 2007 Hammerkast

U23-Europamesterskaber
- Sølv Erfurt 2005 Hammerkast
- Guld Barcelona 2010 Hammerkast

OL
- Sølv London 2012 Hammerkast